# Santa Diabla
Santa Diabla – amerykańska telenowela wyprodukowana przez stację Telemundo w 2013 roku i emitowana od 8 sierpnia 2013 do 24 lutego 2014. W Polsce emitowana przez stację TV Puls od 8 lipca 2015 do 11 września 2015 (48 odcinków), po czym dalsza emisja kontynuowana była tylko na platformie PlayPuls do 27 stycznia 2016.

## Fabuła
Santa Martinez jest szczęśliwą matką i żoną. Życie kobiety komplikuje się, kiedy jej mąż Willy Delgado zostaje niesłusznie oskarżony przez rodzinę Cano o molestowanie i w niewyjaśnionych okolicznościach umiera w więzieniu. Kobieta pragnąc zemsty za śmierć swojego męża przygotowuje plan zniszczenia rodziny Cano, w tym celu zmienia tożsamość, kreuje się na Amandę Brown „diablicę” kobietę bogatą i wyrafinowaną. Plany Santy krzyżują się kiedy poznaje Santiago Cano, młodszego brata Umberta swojego męża i zakochuje się w nim.

## Produkcja
Dzięki produkcji, Gaby Espino mogła powrócić na ekran po wielu latach przerwy. W rolę antagonisty wcielił się Carlos Ponce, a w produkcji Telemundo debiutował Aarón Díaz, który podpisał umowę wyłączności z Telemundo w 2013 roku. Carlos Ponce i Aarón Díaz utworzyli na potrzeby serialu ścieżkę dźwiękową z głównym utworem Santa diabla. Zdjęcia do produkcji rozpoczęły się pod koniec maja 2013, a zakończyły się w grudniu tego samego roku. 

## Obsada
- Gaby Espino – Santa Martínez Flores wdowa Delgado / Amanda Brown de Cano
- Carlos Ponce – Humberto Cano
- Aarón Díaz – Santiago Cano
- Ximena Duque – Inés Robledo
- Wanda D'Isidoro – Bárbara Cano de Milan
- Frances Ondiviela – Victoria Colleti
- Roberto Mateos – Patricio Vidal
- Ezequiel Montalt – Jorge „George” Milan
- Jeimy Osorio – Mara Lozano
- Lis Vega – Lisette Guerrero
- Zully Montero – Hortensia vda. de Santana
- Christian de la Campa – Franco García Herrera / Sebastián Blanco / René Alonso
- Fred Valle – Gaspar Cano
- Virna Flores – Paula Delgado
- Eduardo Orozco – Arturo Santana
- Kenya Hijuelos – Lucy Medina
- Alberich Bormann – Iván Cano Guerrero
- Raúl Izaguirre – Vicente Robledo
- Luis Caballero – Carlos Colleti
- Gerardo Riverón – Milton Reverte
- Beatriz Valdés – Begoña Flores vda. de Martínez
- María Raquenel – Tránsito
- Javier Valcárcel – Pancho Robledo
- Ana Osorio – Daniela Milan Cano
- Lincoln Palomeque – Willy Delgado
- Gilda Haddock – Francisca de Cano
- Jorge Eduardo García – Willy Delgado Martínez
- Francisco Porras – Marcos Aguilar